# Hornvärnfågel
Hornvärnfågel (Anhima cornuta) är en av tre arter i andfågelfamiljen värnfåglar som alla enbart förekommer i Sydamerika.

## Utseende
Hornvärnfågeln är en mycket kraftig och stor fågel, med en längd på 84–95 centimeter och 3,5 kilogram i vikt. Näbben är som hos alla tre värnfågelarter liten och hönsliknande. Ovansidan, huvud och bröst är svarta, med vita fläckar på huvudets krona, på strupen och på vingtäckarna. Från främre delen av huvudet sticker en taggliknande struktur upp, unik för fågelvärlden. Benen är långa och vardera fot har tre tår som bara delvis har simhud mellan sig. På fötterna finns också vassa sporrar, liksom på vardera vinge. Buken och de undre vingtäckarna är vita.

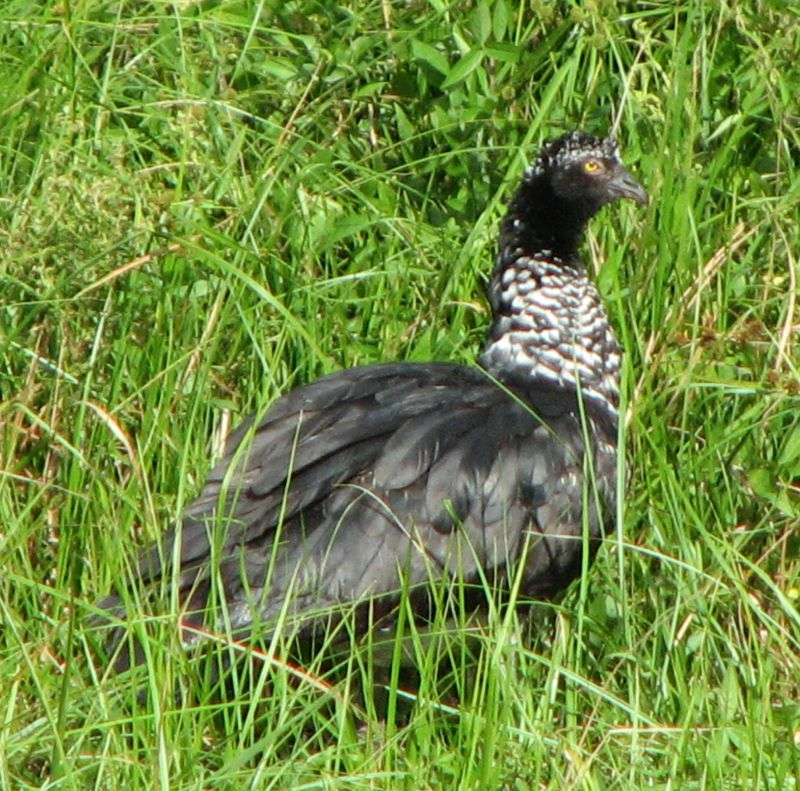
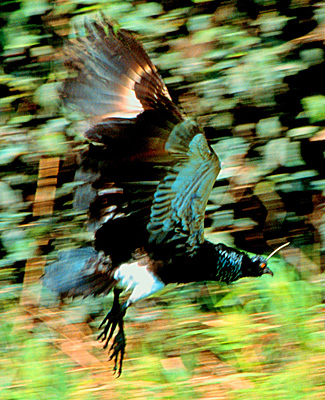

## Utbredning
Fågeln förekommer i låglänta områden från Venezuela och söderut till Bolivia och brasilianska Amazonområdet. Den förekommer också isolerat i Guayas i västra Ecuador. I Trinidad och Tobago är den möjligen utdöd.

## Systematik
Arten placeras som ensam art i släktet Anhima. Den behandlas som monotypisk, det vill säga att den inte delas in i några underarter.

## Ekologi

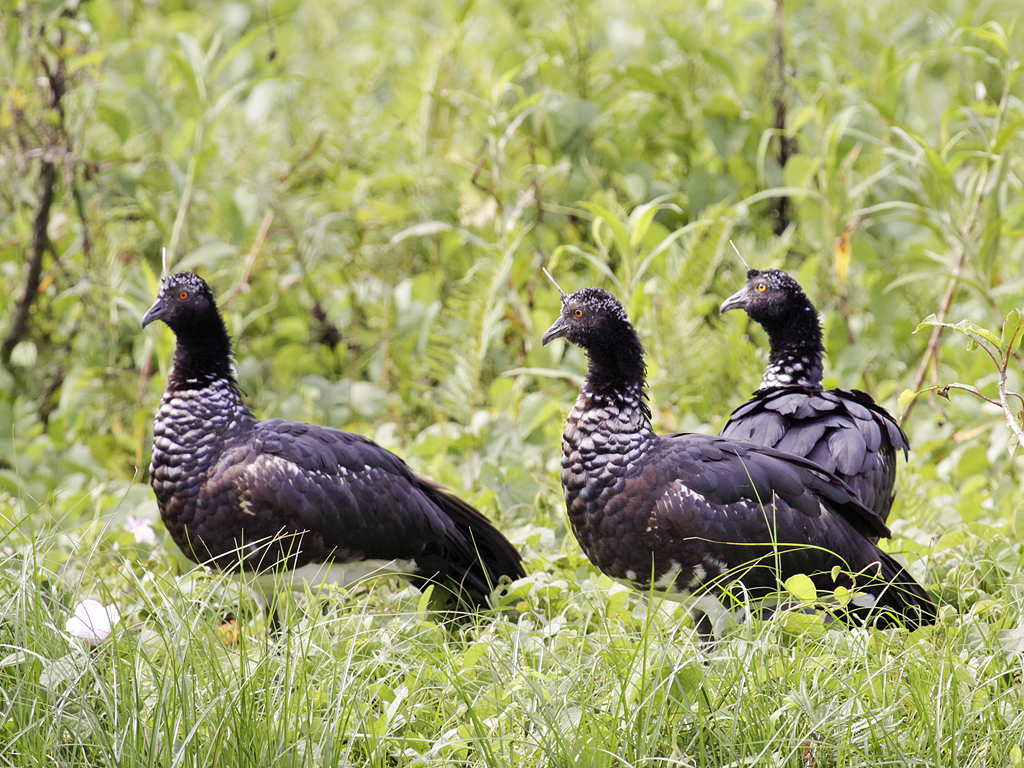
Flock i nationalparken Manu i Peru.

Fågeln återfinns i bevuxna våtmarker och lever av vattenlevande växter. Dess bo är en stor hög av flytande vegetation förankrad på grunt vatten. Den lägger tre till fem vita eller gulbruna ägg med kanelfärgade fläckar som ruvas av båda könen i 40–47 dagar. Ungarna kan liksom de flesta andfåglar gå så fort de har kläckts, men stannar med föräldrarna i ett år.

## Status
Arten har ett stort utbredningsområde och internationella naturvårdsunionen IUCN kategoriserar arten som livskraftig. Beståndsutvecklingen är dock oklar. Världspopulationen uppskattas till mellan 25 000 och 100 000 individer.

### I kulturen
Hornvärnfågeln är colombianska staden och departementet Araucas officiella fågel, som på spanska heter just Arauco.